# Caenoscelis ferruginea
Caenoscelis ferruginea är en skalbaggsart som först beskrevs av Sahlberg 1820.  Caenoscelis ferruginea ingår i släktet Caenoscelis, och familjen fuktbaggar. Arten är reproducerande i Sverige.